# Temple protestant du Fleix
Le temple protestant du Fleix est un édifice religieux situé dans un pavillon de l'ancien château du Fleix, sur la commune de Le Fleix, en  Dordogne. La paroisse est membre de l'Église protestante unie de France.

## Historique
Des actes pastoraux attestent de premiers cultes réformés au Fleix en 1560. Le culte réformé est autorisé officiellement en 1587.
Un premier temple du Fleix devait se situer à l'entrée du village. Un procès est intenté en 1660 contre le culte protestant au Fleix, qui est reconnu légal le 25 novembre. Il existait encore en 1679 mais un arrêt est pris ordonnant sa démolition. L'arrêt n'est pas exécuté car le temple est transformé en chapelle. Après la révocation de l'édit de Nantes, en 1685, Le Fleix est occupé par la troupe, qui obtient 1 200 abjurations. 1 600 soldats occupent la région pour obtenir plus 6 000 conversions enregistrées le 11 août. Le pasteur du Fleix est au synode wallon de Rotterdam en 1686. Le consistoire du Fleix est reconstitué en 1756.
Le temple actuel occupe le principal pavillon du second château du Fleix, château Renaissance, construit entre 1612 et 1633 par Frédéric de Foix-Gurson.
Il avait remplacé un premier château, ou château vieux, appartenant Germain Gaston de Foix (1511-1591), comte de Gurson, marquis de Trans, dans lequel a été signé le 26 novembre 1580, entre Henri de Navarre pour les protestants et le duc d’Anjou pour le roi de France, la « paix du Fleix », qui devait mettre fin à la septième guerre de Religion. Le château existait encore en 1591.
Le second château a été vendu comme bien national à la Révolution et est en partie ruiné. L'acheteur, Pierre Imbert, protestant, l'a cédé à la communauté protestante en 1805, qui l'a aménagé pour y abriter le culte en 1806,,. On a ajouté un auvent devant l'entrée.
Des travaux de restauration importants ont été nécessaires en 1898-1899. L'inauguration du temple rénové a lieu le 9 mai 1899.
Le temple est inscrit au titre des monuments historiques le 8 février 1968.
En mauvais état, l'édifice est fermé au public en 2014, et la moitié de la voûte intérieure s'effondre en décembre 2019. Une importante campagne de restauration a commencé en 2023 et devrait continuer au moins jusqu'en 2024, pour un coût estimé à près d'un demi-million d'euros,.

## Galerie

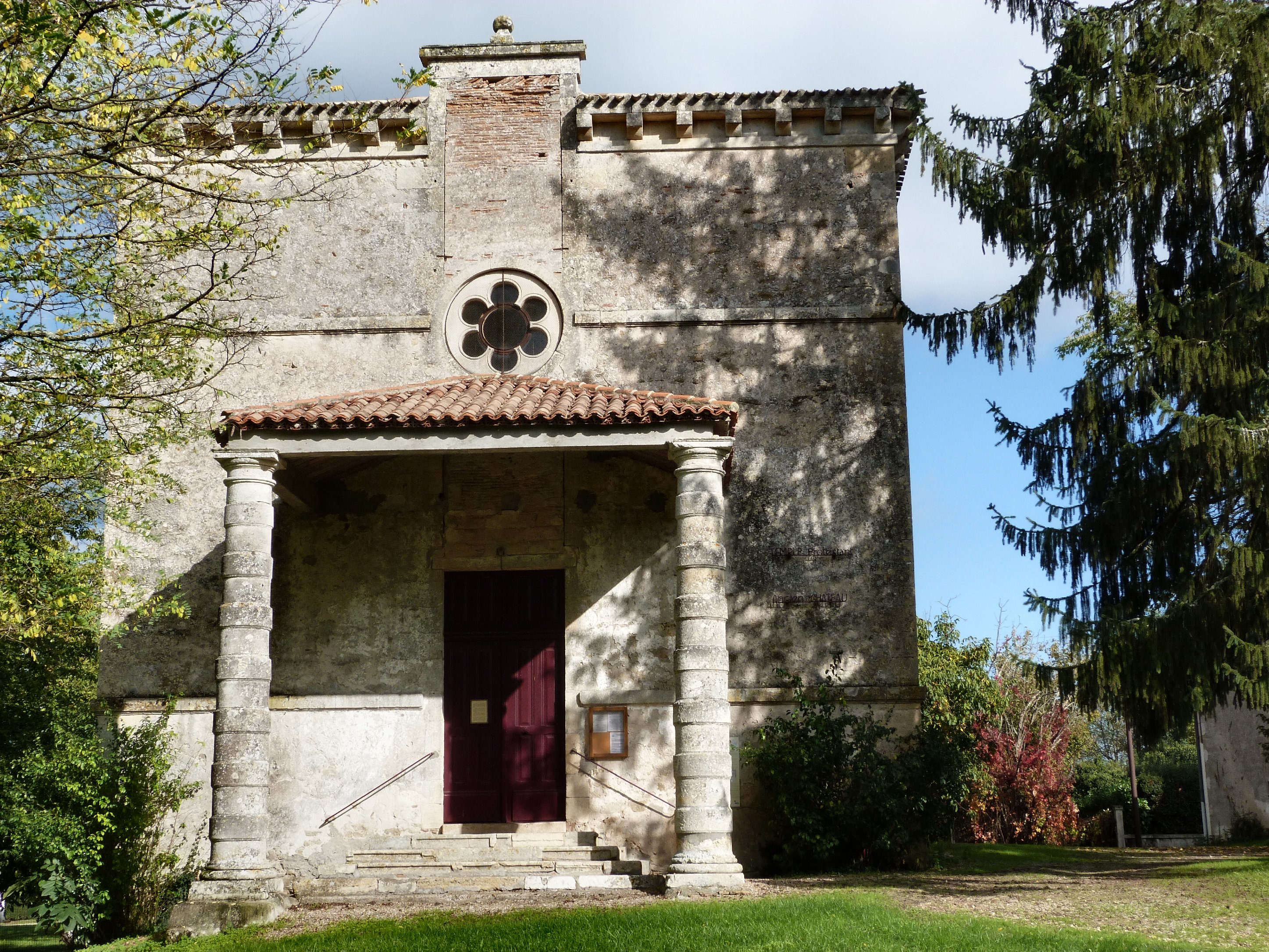
Façade.
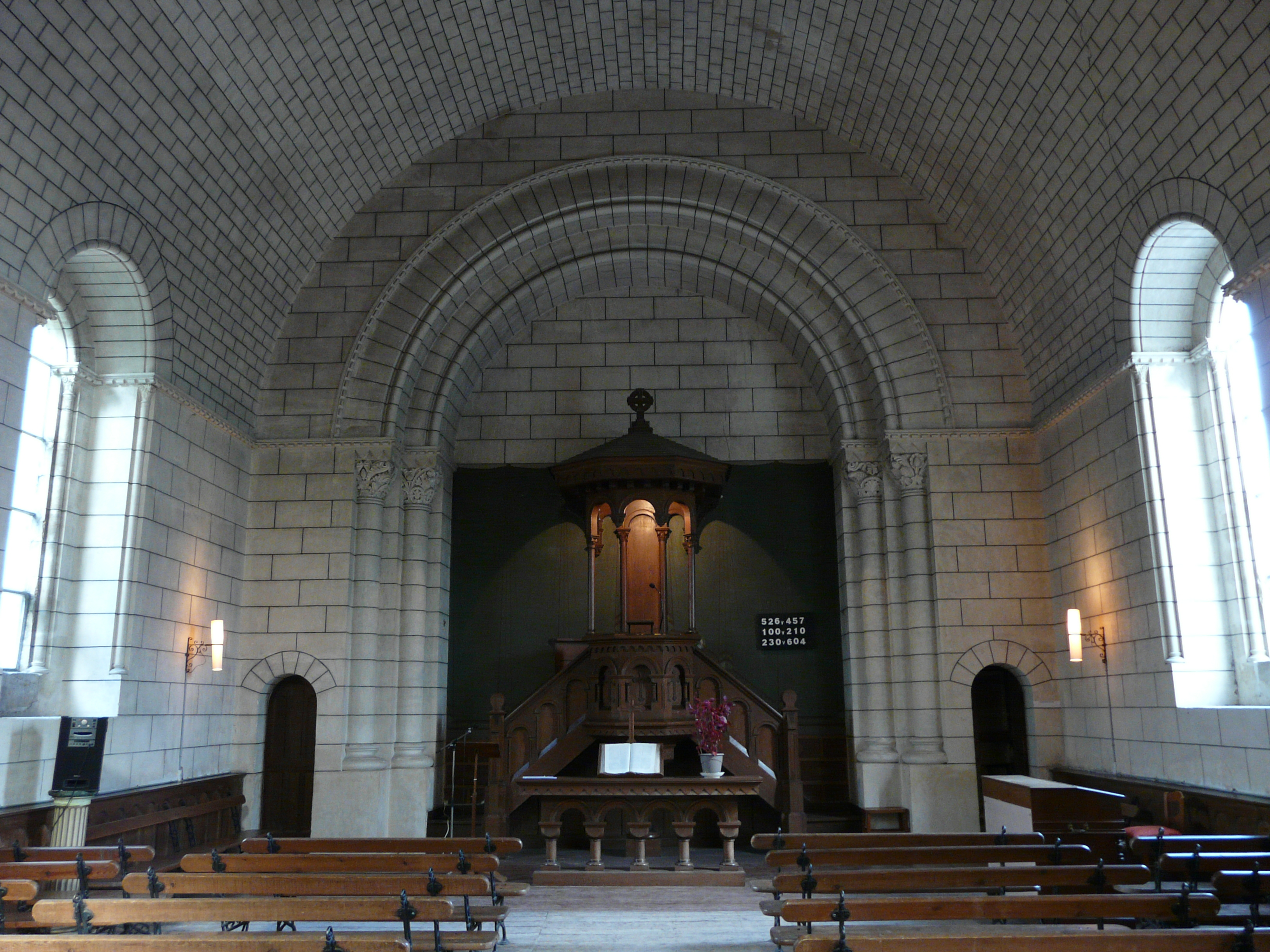
Intérieur.